# 戰國策系列
戰國策系列是由遊戲橘子製作發行的中文策略遊戲，以中國戰國時代作為遊戲背景。至今為止已經發表兩款作品，是遊戲橘子目前為止最資深的單機作品系列作。

## 戰國策
《戰國策》初代發行於1993年，當時遊戲橘子還只是四個人的軟體工作室（富進軟體工作室），並無銷售能力，因此遊戲委託大宇資訊代理發行。玩家可以操作戰國時代不同的國家，下達各種指令，以統一天下為目標，一代的陣型相剋非常重要，因此玩家只要選擇正確的陣型，就可以剋敵制勝。

## 戰國策二
《戰國策二》發行於2000年12月，當時遊戲橘子已經成立，當時還找了藝人何潤東替本款遊戲代言。本代遊戲採取即時戰略模式，玩家必須使用各種軍種與陣型，並有多達400位的武將可以使用。
本代遊戲一開始有四個劇本可供選擇，分別是七強變法、連橫合縱、樂毅滅齊、長平之戰，可以選擇的君主分別是戰國七雄的七個國家，另外也可以選擇戰國名人作為新君主進行遊戲。玩家可以下達內政、人事、軍事、外交、計謀、朝政六個指令，尋才的時候還可以找到各種寶物，可以增強玩家的能力。